# Fontaine du Château d'eau (Guillaume-Thérèse-Antoine Degeorge)
Pour les articles homonymes, voir Fontaine du Château d'eau et Château d'eau.
La fontaine du Château d’eau  ou le Château d’eau est une fontaine située à Riom en Auvergne. Réalisée entre 1830 et 1837, elle est inscrite aux monuments historiques depuis 1989 et figure parmi les sept fontaines de la ville classées ou inscrites à ce titre.

## Localisation
La fontaine se situe sur la place de la Fédération (anciennement place du Marché Neuf), au point d’arrivée des eaux de la source du Goulot venant de Volvic.  Elle rappelle la fontaine Ballainvilliers, plus ancienne (1764), située sur la même place.

## Historique
En 1829, la ville de Riom entreprend de nombreux travaux hydrauliques. Elle décide l’édification d'un château d'eau en centre-ville sous la forme d’une fontaine chargée de récolter les eaux de la source du Goulot pour les redistribuer à l’ensemble des autres fontaines de ville. Cette nouvelle fontaine remplace l'ancien château d’eau appelé « fontaine des Lignes ».
Le maître d’œuvre désigné de la nouvelle fontaine est l'architecte Guillaume-Thérèse-Antoine Degeorge né à Clermont-Ferrand (1787-1868). Il est l'élève de Charles Percier.

## Projet de Degeorge
La fontaine est composée, sur les trois quarts de sa hauteur, d’un réservoir de forme octogonale. 
La partie médiane constitue la partie la plus importante du réservoir.  Elle comporte de niches devant recevoir les statues de huit grands hommes « ayant illustré le département ». 

Les huit personnalités auxquelles la fontaine rend hommage sont :
- Michel de L'Hospital (1503 ou 1507-1573), surintendant des finances et chancelier de France né à Chaptuzat.
- Jacques Delille (1738-1813), poète né à Clermont-Ferrand.
- Guillaume-Michel Chabrol (1714-1792), meilleur commenteur de la Coutume d'Auvergne et conseiller d'État.
- Louis-Charles-Antoine Desaix (1768-1800), militaire né à Saint-Hilaire-d'Ayat.
- Antoine Arnauld (1612-1694) philosophe et théologien dit « le  Grand Arnauld », chef de file des jansénistes français au XVIIe siècle.
- Jean Domat (1625-1696) juriste né à Clermont.
- Blaise Pascal (1623-1662), mathématicien, physicien et philosophe né à Clermont.
- Antoine Léonard Thomas (1732-1785), poète né à Clermont-Ferrand.

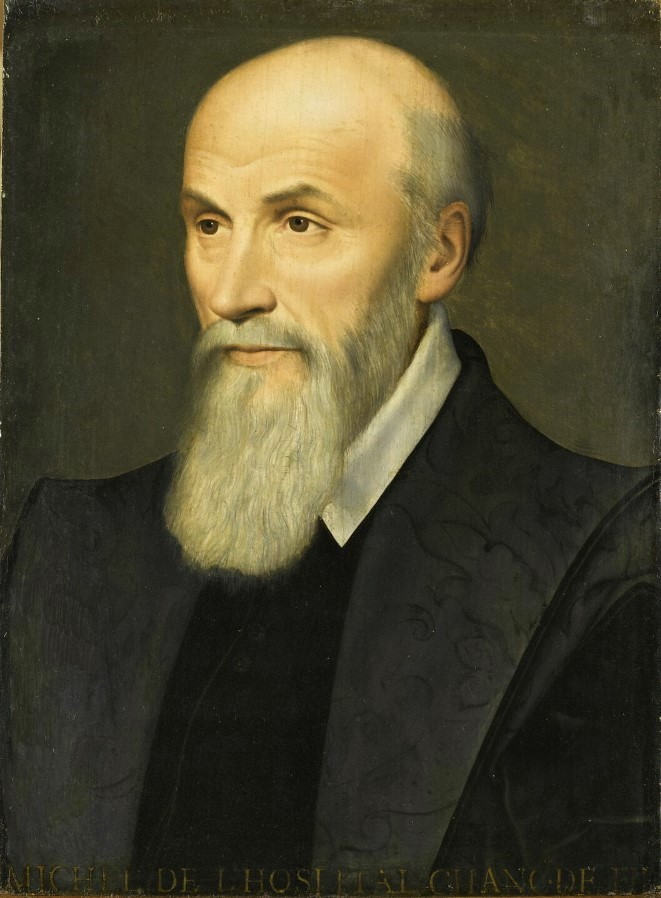
Michel de L'Hospital
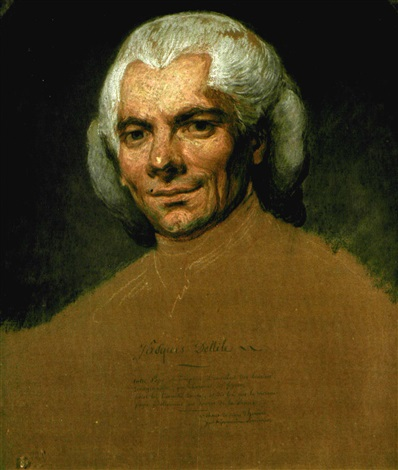
Jacques Delille
Guillaume Chabrol
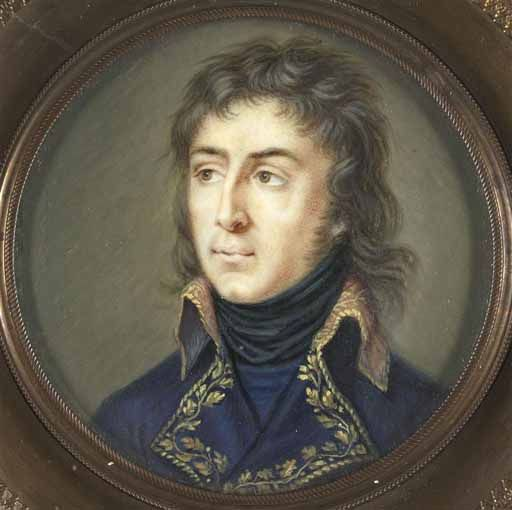
Louis Desaix
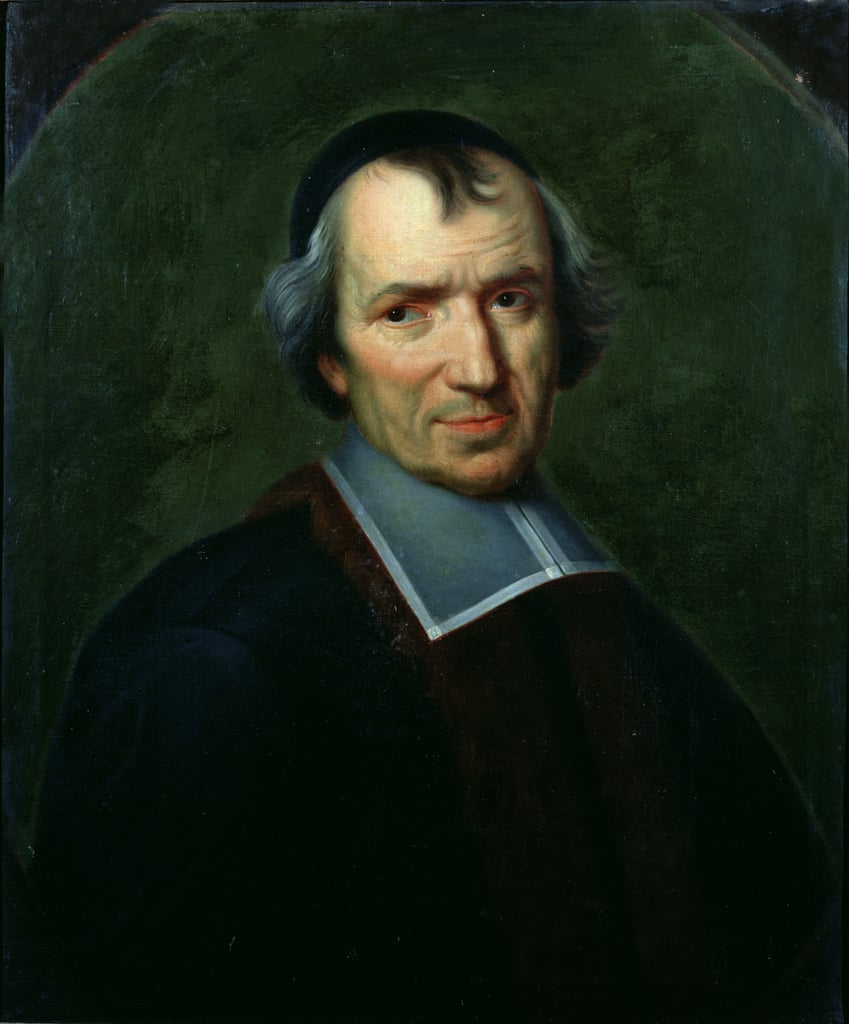
Antoine Arnauld
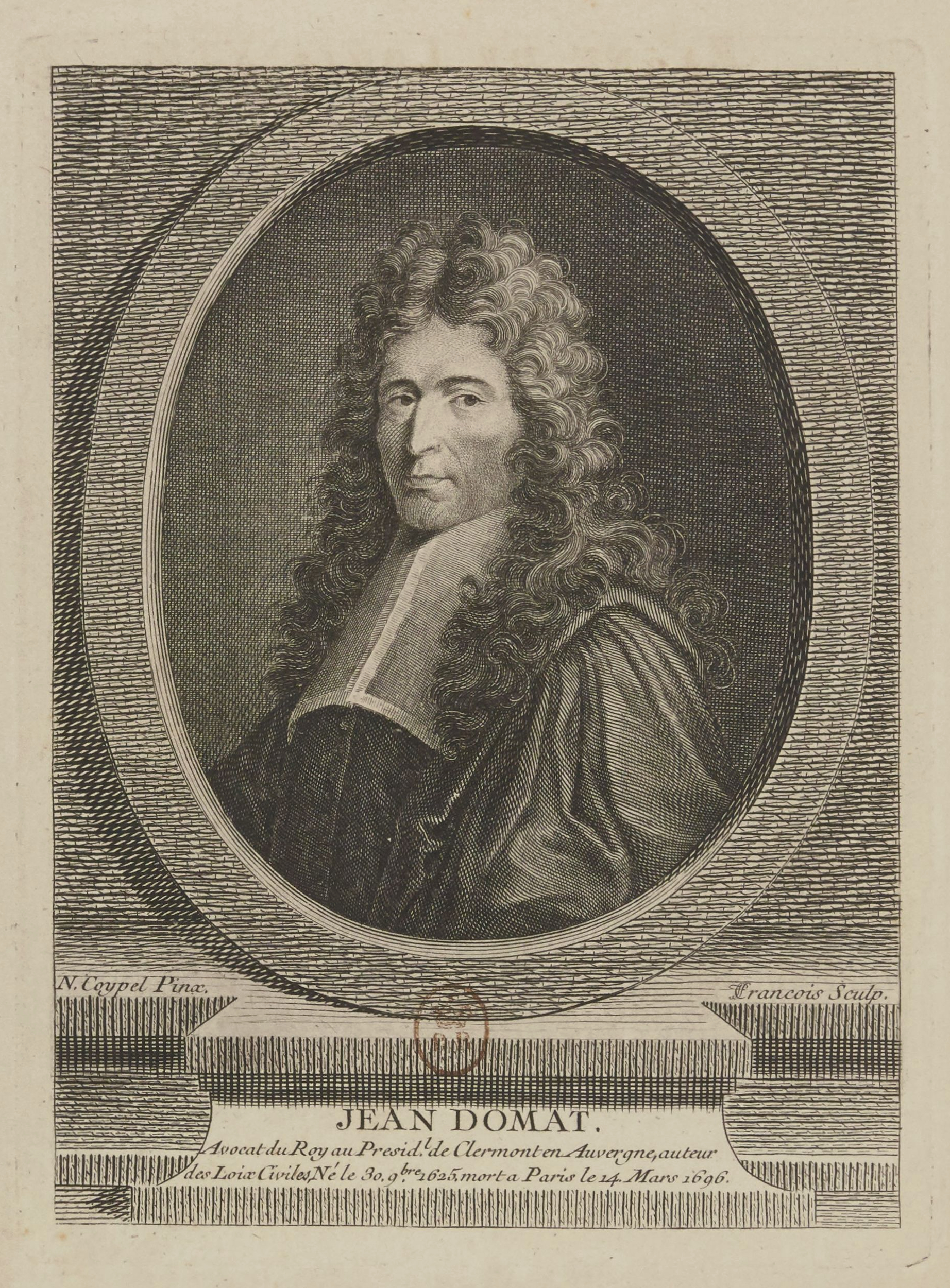
Jean Domat
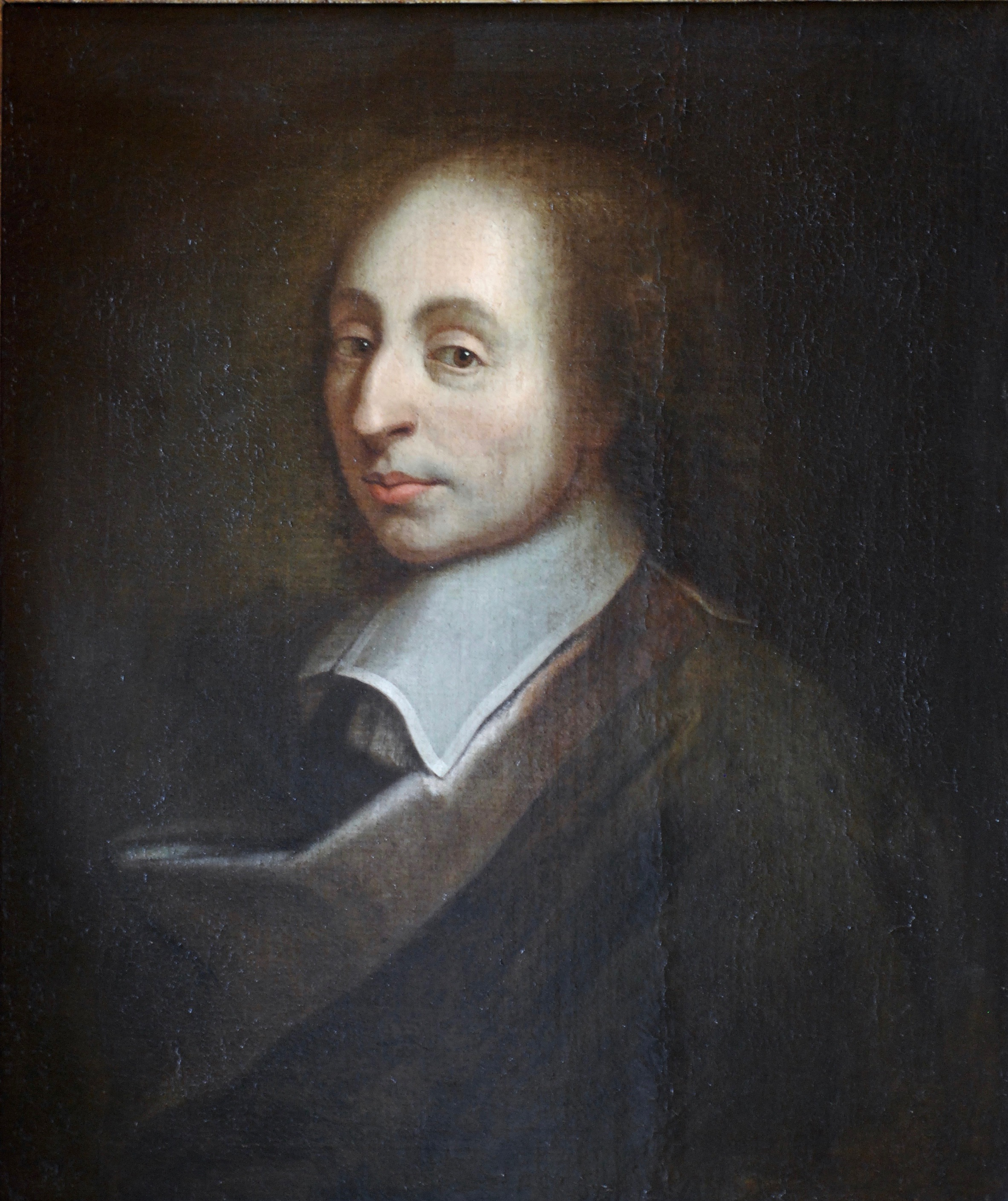
Blaise Pascal
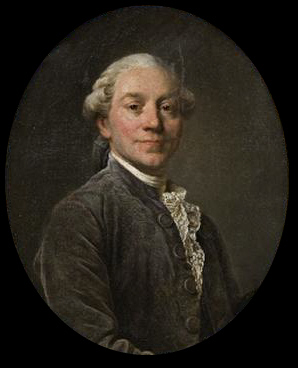
Antoine Thomas

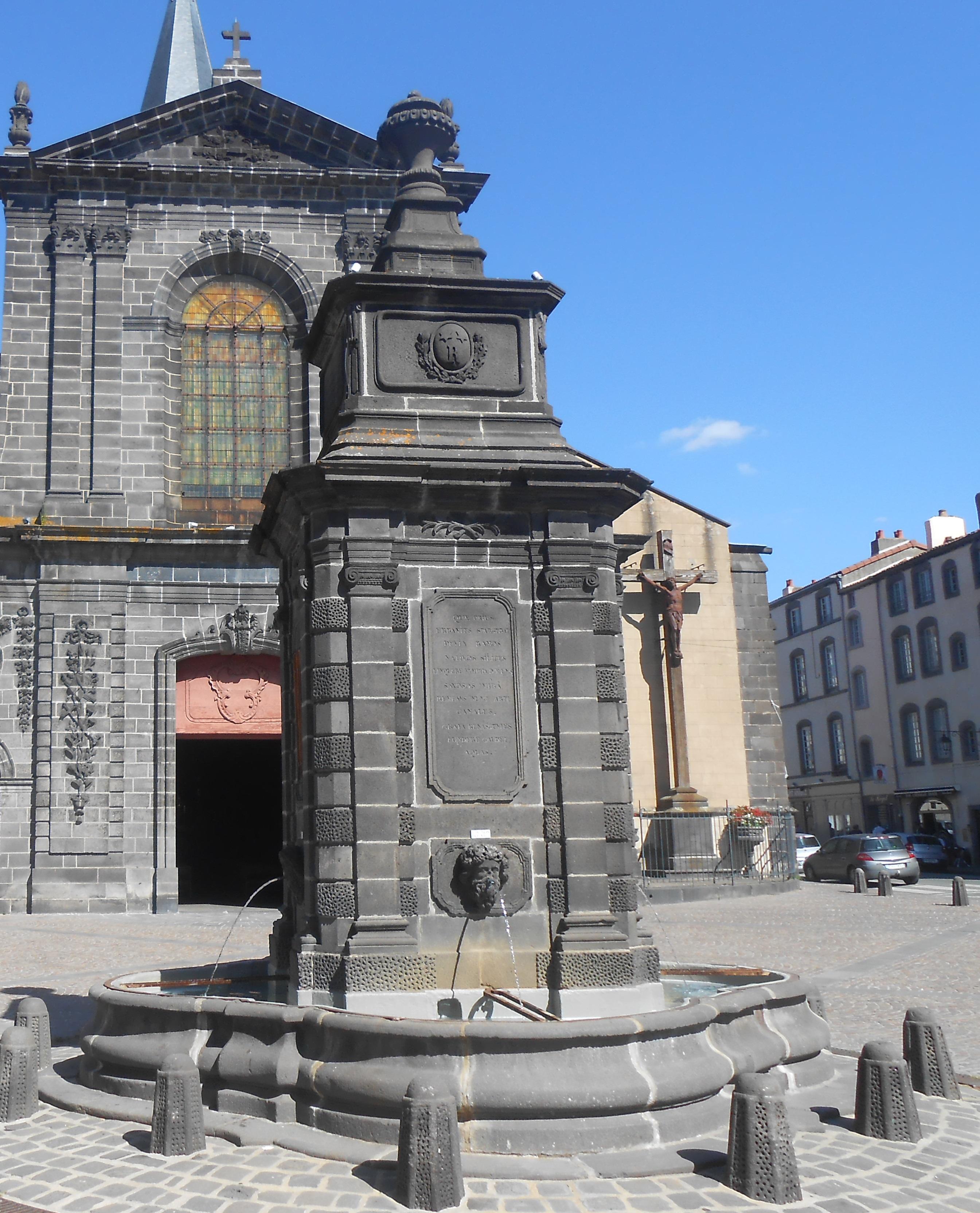
Similitude de forme de la fontaine Balainvilliers (1764) sur la même place.

La partie inférieure du réservoir est légèrement plus large. Elle est ornée, à hauteur d’homme, de quatre mascarons de pierre représentant des têtes masculines desquelles coulent des eaux qui se déversent dans un grand bassin circulaire entourant la fontaine.
La partie supérieure du réservoir est constituée d’un petit bassin octogonal qui recueille l'eau de deux vasques circulaires superposées. De la plus haute vasque sort un puissant jet d’eau.
L'eau du petit bassin déborde pour chuter dans le grand bassin. Cette eau est à peine perturbée dans son chute par une frise de style classique située à la base du petit basin. 
L'ensemble forme une originale et bruyante cascade.
La fontaine est entièrement construite en pierre grise de trachy-andésite (pierre de Volvic). 

## Fontaine actuelle
La fontaine du Château d'eau actuelle, fidèle au projet de Degeorge, reste cependant une œuvre inachevée en raison de l’absence des huit statues prévues initialement.
L'eau des quatre mascarons de pierre coule constamment. En revanche, la totalité des eaux de la fontaine ne coule que deux fois par an, le jour de la Saint Amable et du 14 juillet. 

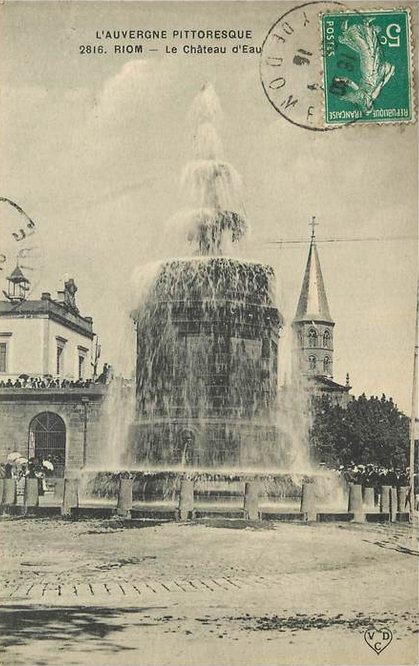
Fontaine au début du XXè siècle